# Chiesa di San Remigio (Fosdinovo)
La chiesa di San Remigio è la chiesa prepositurale della parrocchia e perinsigne prepositura di Fosdinovo, in provincia di Massa-Carrara e diocesi di Massa Carrara-Pontremoli.
In un reliquiario d'argento seicentesco, custodisce le reliquie di san Remigio, che vengono mostrate ai fedeli in due occasioni annuali: il 13 gennaio (data della morte del santo) e il 1º ottobre (data in cui, nel 1701, le reliquie furono trasferite da Lucca a Fosdinovo; oggi festa patronale del paese).
Comunica internamente attraverso una rampa di scala marmorea con l'oratorio del Santissimo Sacramento o dei Rossi.
L'attuale proposto della Perinsigne Prepositura della Parrocchia di Fosdinovo è Don Emanuele Borserini (dal 2020).

## Storia
Una prima chiesa dedicata a san Remigio, Vescovo di Reims che convertì Clodoveo I, Re dei Franchi, fu costruita nella seconda metà del XIII secolo per volontà del vescovo di Luni Buttafava.
Dopo essere stata restaurata nel tardo Quattrocento, fu completamente rifondata nel tardo Cinquecento, sotto il Marchesato di Andrea Malaspina di Fosdinovo (1565-1610), mentre assunse le attuali forme nel 1684, quando, sotto il Marchesato di Carlo Francesco Agostino Malaspina di Fosdinovo, fu ampliata e sopraelevata rispetto alla strada tramite una rampa in marmo di Carrara.
La navata è stata restaurata nel primo decennio del XXI secolo.

## Descrizione

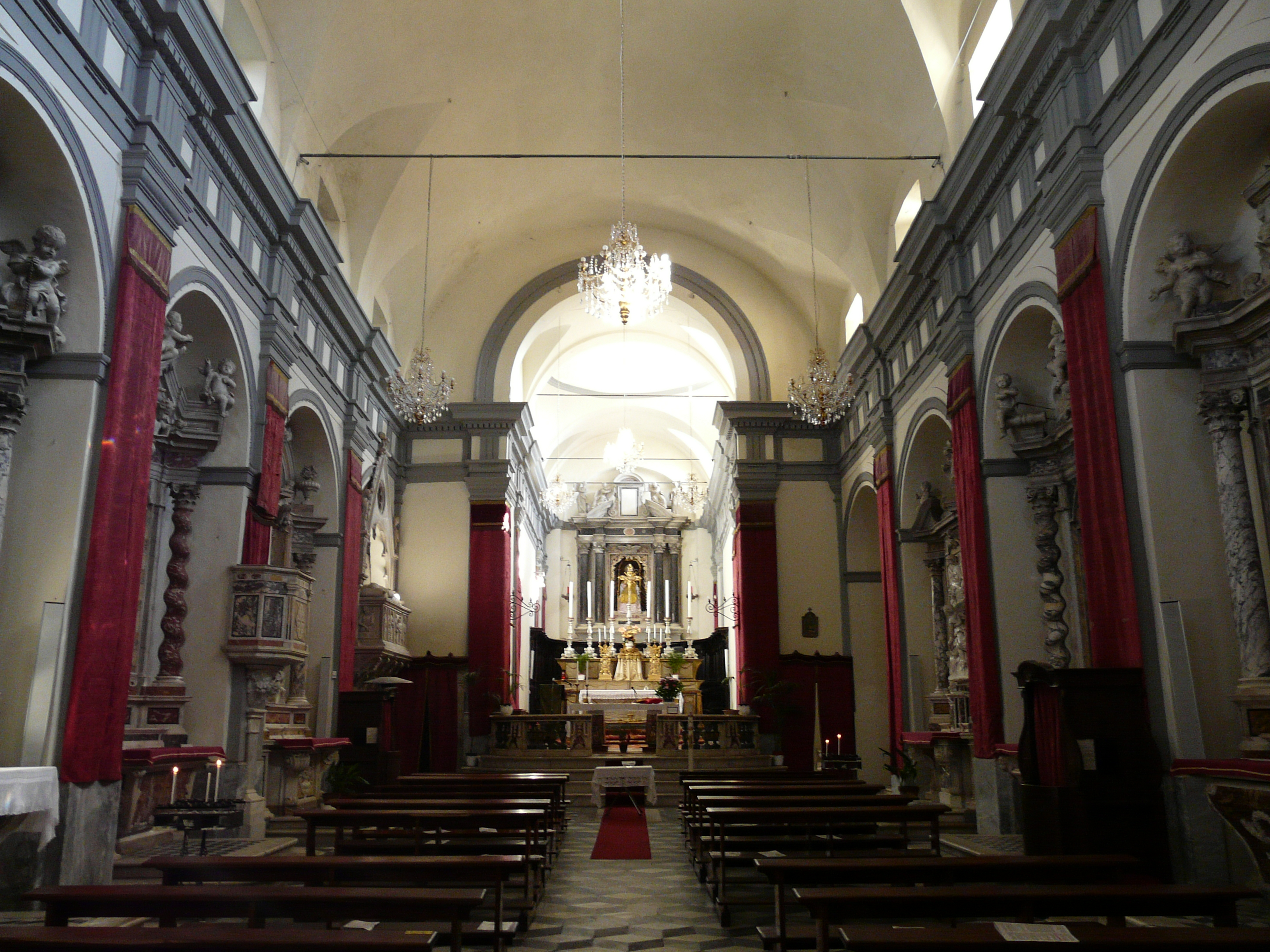
Interno della chiesa di San Remigio

La chiesa è in stile tardo-cinquecentesco.
All'interno presenta una navata voltata a botte con un ordine tuscanico. Sono presenti alle pareti degli altari, al posto di uno dei quali è stato collocato il monumento funebre per Galeotto I Malaspina. Ha grande dinamismo nei marmi e ricerca lo stupore (presenta colonne tortili negli altari laterali e centine spezzate, a cominciare dal portale d'ingresso, a indicare la loro falsa funzione strutturale).
La chiesa è decorata con marmi e tarsie marmoree (il pavimento che presenta losanghe bianche, grigie e nere). La decorazione è arricchita da numerosi angioletti scolpiti. 

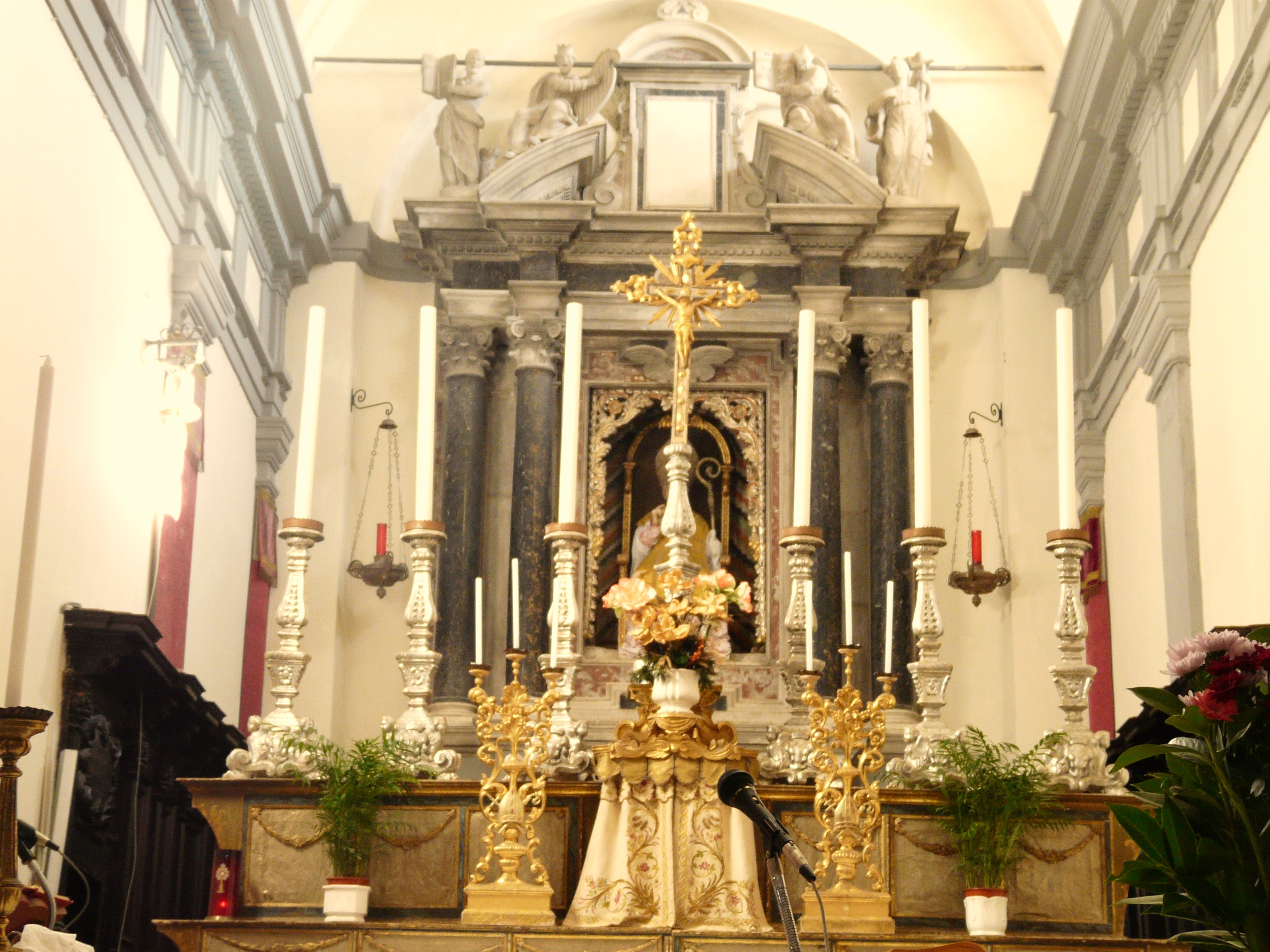
Altare di san Remigio

L'altare principale è dedicato a san Remigio. Gli altari laterali di destra sono dedicati a: 
- Sant'Antonio abate
- Madonna del Carmine, opera di Giovanni Baratta
- San Bartolomeo apostolo (con un quadro con la Madonna e altri Santi)
- San Rocco
- Madonna del Suffragio, opera di Giovanni Baratta, con bassorilievo in marmo raffigurante la Madonna che assiste alla scena di un angelo che salva un'anima sofferente del Purgatorio
- Sant'Antonio di Padova

Gli altari di sinistra sono dedicati a:
- santi Pietro e Paolo
- santa Maria Assunta
- Madonna del Rosario
- san Giovanni Battista (fatto costruire grazie al denaro lasciato alla sua morte da Francesco Malaspina, avvenuta nel 1466 a Roma)
- Immacolata

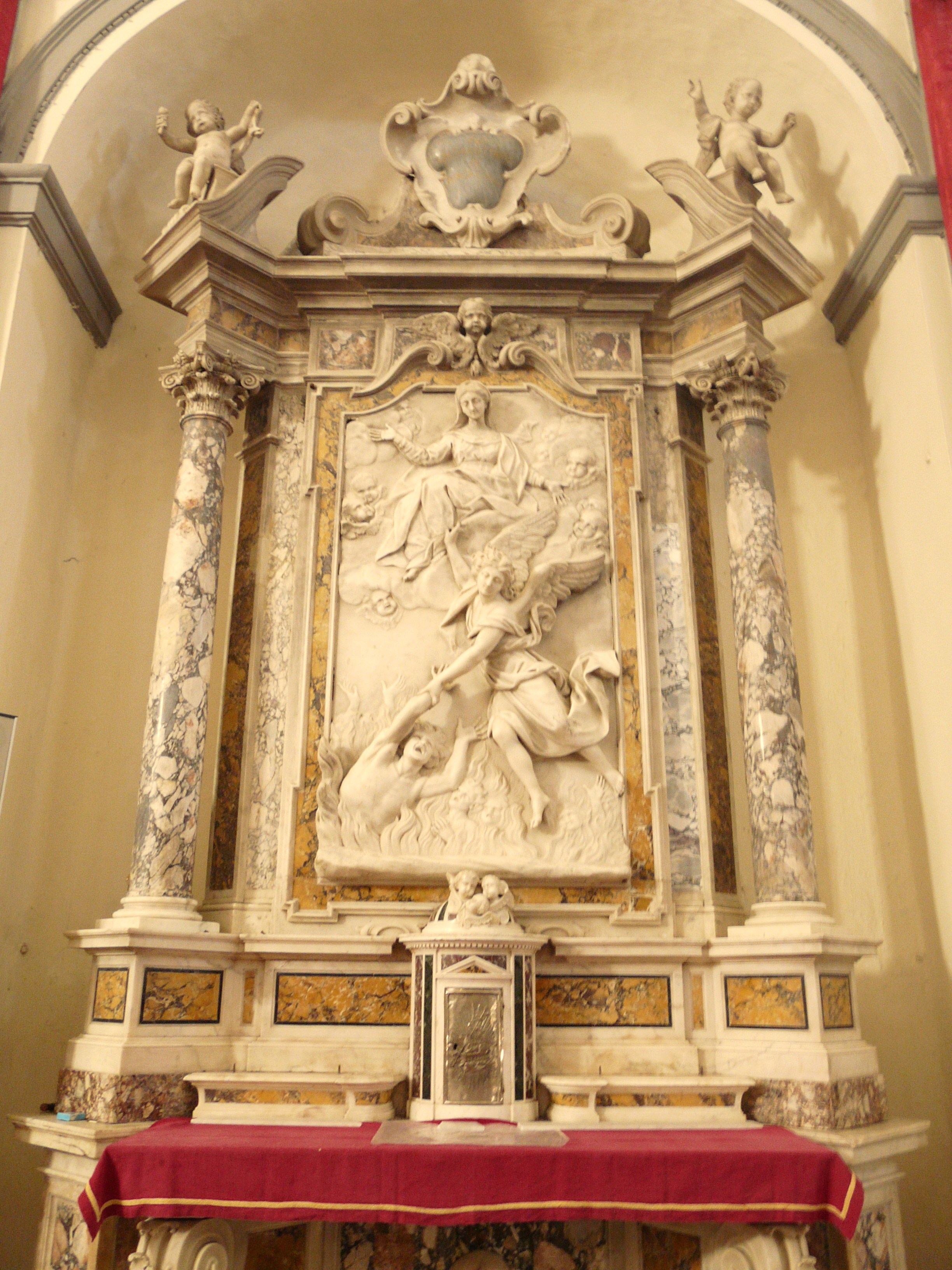
Altare della Madonna del Suffragio

Il presbiterio si trova in una posizione sopraelevata rispetto al resto della chiesa. Il coro conserva 15 scanni lignei di noce e un leggio. La statua del santo titolare (seconda metà del XIII secolo), già presente nel primo edificio della chiesa, è in una nicchia sopra il coro, affiancata da 4 colonnine di marmo nero di Portovenere.
Vicino al portale d'ingresso, a sinistra, vi è il fonte battesimale recintato da una balaustra (1536) e donato dal marchese Lorenzo Malaspina.
Sopra il portale d'ingresso vi è la cantoria con un organo settecentesco, opera della famiglia di organisti Serassi.
La volta era stata decorata dal torinese don Ettore Mentasti nell'Ottocento, con affreschi delle Storie di san Remigio, che sono stati eliminati in seguito ai danni subiti nella seconda guerra mondiale. 

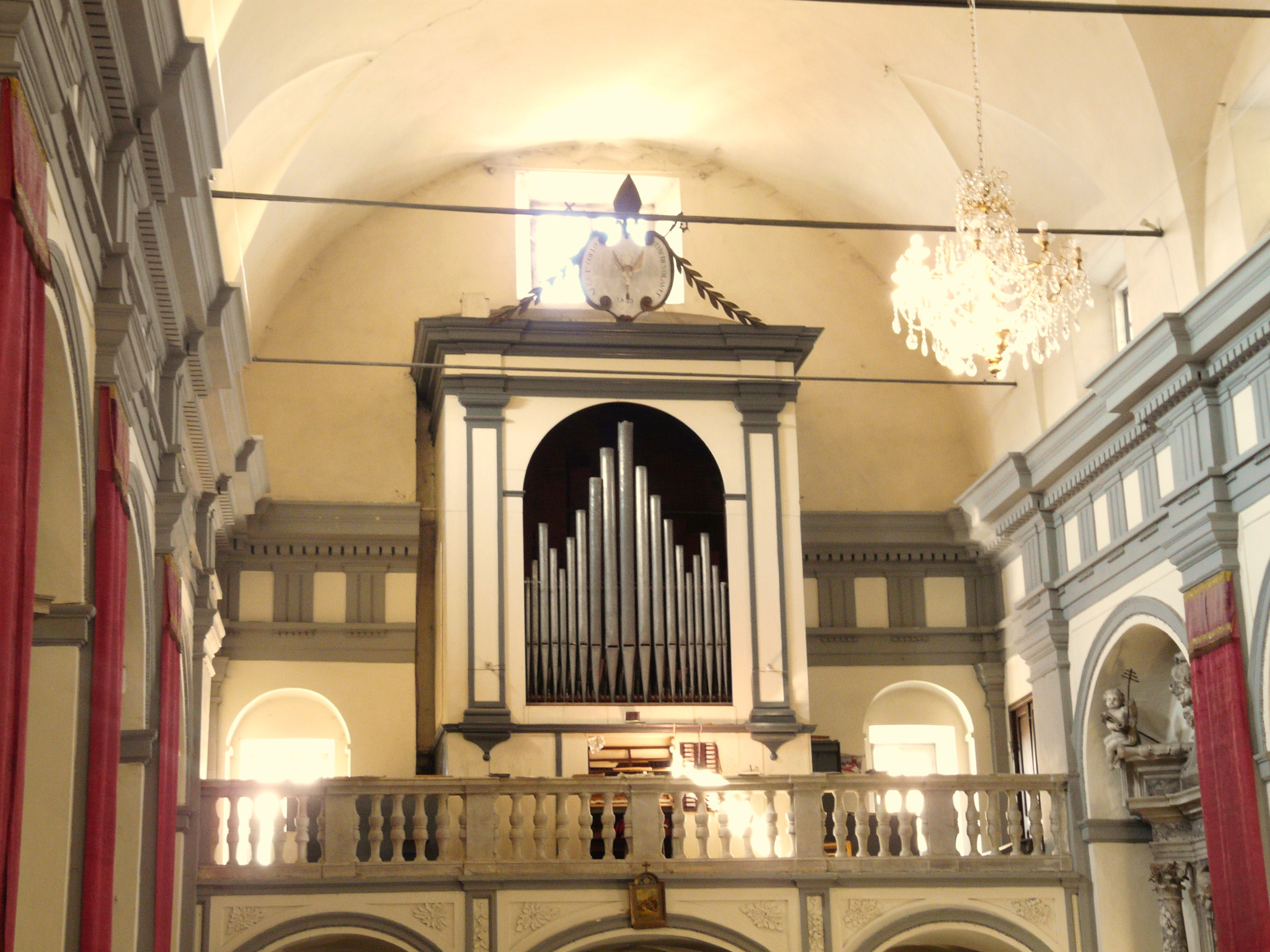
Cantoria con organo del Serassi

### Monumento funebre a Galeotto Malaspina
All'interno, in fondo a sinistra, al posto di uno degli altari laterali, si trova il monumento funebre marmoreo e trecentesco di Galeotto Malaspina, primo marchese di Fosdinovo (già presente nella prima chiesa).
Il defunto, in veste di cavaliere, è scolpito nell'atto dell'investitura alla presenza della Vergine, del Cristo, di san Giovanni Battista, di sant'Antonio e di san Giacomo apostolo, i santi titolari dei principali ordini cavallereschi del Medioevo.
Il sarcofago con la figura di Galeotto, sdraiato e armato di tutto punto, scolpita sul coperchio, si trova sopra un basamento a mensola, diviso da un motivo a foglie ornamentali in 4 scomparti doppi. Nel livello superiore vi sono i bassorilievi coi simboli dei quattro evangelisti, mentre in quelli inferiori vi sono quattro scudi con lo stemma dello Spino Fiorito.
Nei riquadri frontali del sarcofago sono rappresentati san Giacomo, i santi Pietro e Paolo, san Giovanni Battista,  che presenta il marchese alla Madonna, san Remigio.
Ai lati vi sono due statuette: un angelo annunziante e la Vergine Maria.
Il sarcofago è inquadrato da un arco a tutto sesto sormontato da una cuspide gotica con lo stemma dei Malaspina intrecciato con quello Della Scala.
L'epitaffio recita, in latino medievale: "Hac situs est arca quem torsit previa parcha marchio magnificus galeoctus iuris amicus vir probitatis dictus fuit hic to-tusque relictus a vitiis iustus verax prudens pius ustus rore dei fastus non ei prefuit haustus ut nitet in spinis flos floruit malaspinis hiis hic herus genitus patrieque athleta peritus virtutum rector populi protector ut hec-tor quem chorus angelicus assumpsit dote pudica mille trecentenis et sexaginta duobus adiunctis quinis domi-ni currentibus annis martius in decimo quinto cum vol-veret axem".
La cui traduzione è: "In questo sarcofago giace il generoso marchese Galeotto, che fu piegato da una morte pre-matura. Amico della giustizia, costui fu uomo di riconosciuta rettitudine e totalmente privo di vizi, giusto, verace, prudente, pio; arso dalla rugiada di Dio, l'orgoglio consumato non gli fu di guida. Così come il fiore risplende tra i rovi, egli fiorì tra i Malaspina, dai quali questo sovrano fu generato. E campione della patria, esperto di virtù, guida del popolo, protettore, come Ettore, grazie all'onestà una schiera di angeli lo accolse nel 1362, aggiunti cinque anni correnti del Signore. Marzo, nel quindicesimo giorno girando l'asse del mondo.
Un'unica iscrizione è incisa sul sarcofago in italiano volgare: "IUSTITIA PORTO CHE IL MONDO REGGE, SE IUSTITIA NON FOSSE IL MONDO NON REGGEREBBE".
La cui traduzione è: "Portò la giustizia che regge il mondo, se non ci fosse giustizia il mondo non reggerebbe."

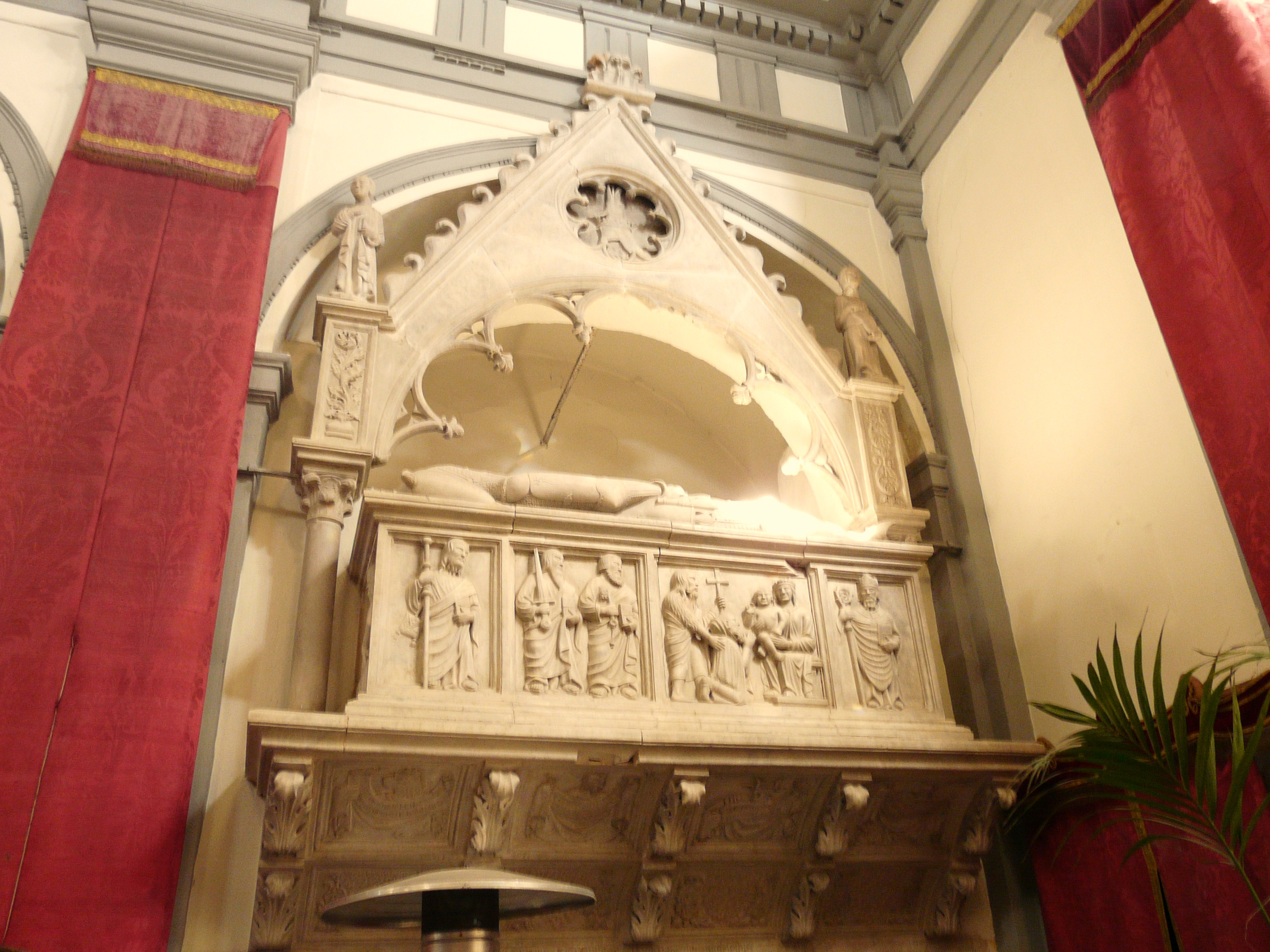
Monumento funebre a Galeotto Malaspina

## Messa
Viene ivi celebrata Messa nel periodo estivo (dal Tempo di Pasqua alla fine dell'anno liturgico), mentre nel periodo invernale (con l'eccezioni delle celebrazioni solenni, come il Natale) viene celebrata nel più raccolto Oratorio dei Rossi. Chiesa di San Remigio. Durante tale periodo, la Messa feriale vi si celebra alle ore 17.00, la Messa prefestiva del sabato alle ore 18.00 e la Messa festiva della domenica alle ore 11.30.